# Марк Фрязин
Марк Фря́зин или Ма́рко Фря́зин — итальянский архитектор XV века, работавший в Московском царстве. Имя Фрязин происходит от старинного русского слова фряг, что значит «итальянец». Это имя часто присваивалось без различия наций многим проезжавшим иноземцам. Собственно итальянское имя архитектора до конца не определено — в разных источниках и у разных исследователей существуют различные мнения на этот счёт. Среди возможных вариантов встречаются: Ма́рко дей Фризо́ни (итал. Marco dei Frisoni), Ма́рко да Коро́па (Marco da Coropa), Ма́рко Ро́ссо (Marco Rosso). Николаем Карамзиным в XIX веке было высказано предположение, что итальянское имя Марка Фрязина было Ма́рко Ру́ффо (Marco Ruffo), однако, поскольку современным учёным не удалось обнаружить источники Карамзина, эта версия в наше время не считается приоритетной.

## Биография
Упоминания о Марке Фрязине отсутствуют в итальянских источниках его времени. Впервые он упоминается в 1484 году в качестве строителя здания для хранения великокняжеской казны, располагавшееся между Благовещенским и Архангельским соборами московского Кремля. Здание, известное под названием Казённого двора не сохранилось до нашего времени, но остались его изображения — в частности, рисунок в книге «Избрание на царство». Кирпичное здание Казённого двора состояло из двух частей: одна из них примыкала к Благовещенскому собору и была невысокой, крытой двухскатной крышей, вторая — достаточно высокая, крытая шатровой крышей башня. Казённый двор соединялся крытыми переходами с Теремным дворцом.

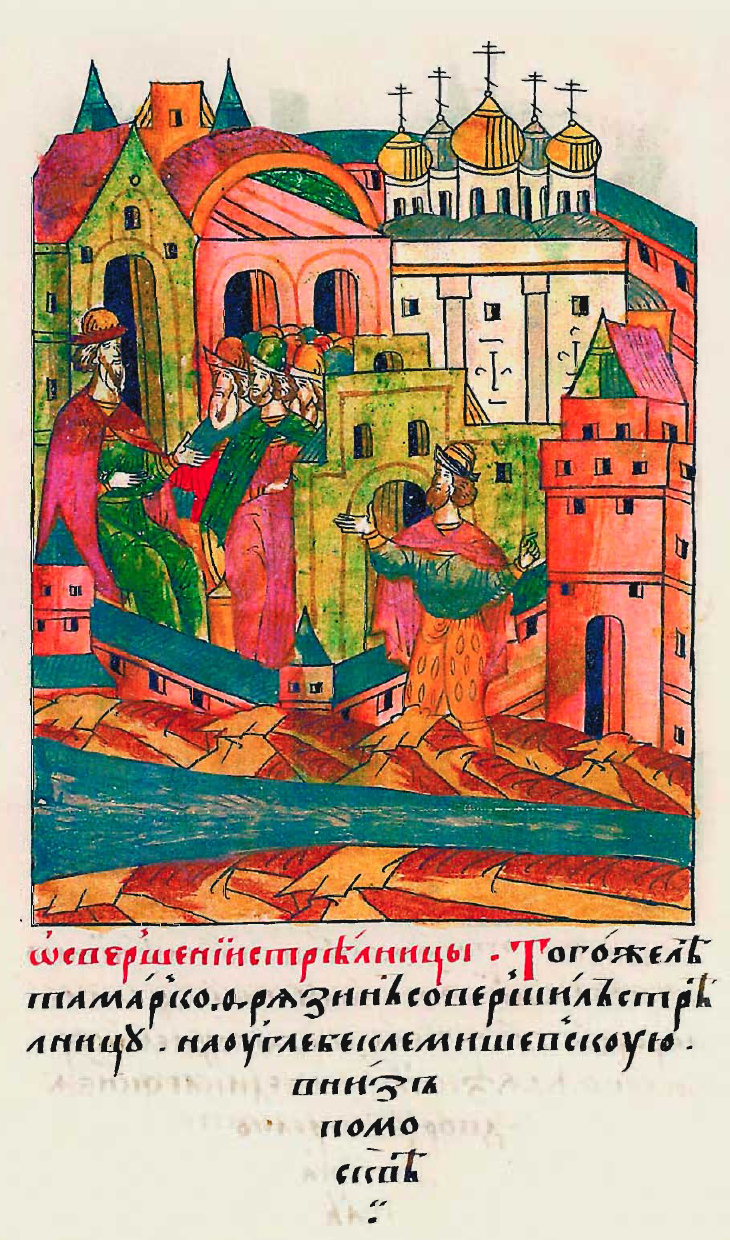
Марк Фрязин показывает Ивану III Беклемишевскую стрельницу

В 1487 году по проекту Марка Фрязина была построена Малая Набережная палата (также не сохранилась). До наших дней дошёл подробный чертёж Д. В. Ухтомского, сделанный перед перестройкой палаты в 1751 году. Палата представляла собой двухэтажное кирпичное здание (с третьим подвальным этажом) со сводами. На втором этаже размещались Столовая и Ответная палаты; каждая имела отдельный выход. Судя по чертежу Ухтомского, фасад палаты был отделан деталями, новыми для русской архитектуры: над окнами первого этажа расположены треугольные сандрики, второй этаж украшен арками, здание венчает широкий карниз. Этажи разделены горизонтальными тягами, сохранены большие свободные плоскости стен между окнами. Этими цитатами из итальянской архитектуры Марко Фрязин предвосхитил или даже повлиял на архитектуру Арсенала в Кремле.
Марком Фрязином были построены несколько кремлёвских башен: Беклемишевская (Москворецкая) (1487), Спасская и Никольская. Башни не имели имеющихся на них в наше время шатров, которые были возведены в 1680-х годах. Вероятно, только Беклемишевская башня была окончена Марком, так как две другие, согласно летописным источникам, были окончены Пьетро Антонио Солари.
Также вместе с Пьетро Солари Марк Фрязин работал над возведением Грановитой палаты. Поскольку начало её строительства относится к 1487 году, а Солари прибыл в Москву только в 1490, предположительно именно Марком начато её возведение. 
Последнее упоминание о Марке Фрязине относится к 1491 году. Неизвестно, что случилось с ним после этой даты: вернулся ли он в Италию или умер. За исключением Беклемишевской башни, все постройки, начатые им после 1487 года, были завершены другими архитекторами.